# 51º Campeonato Brasileiro Absoluto de Xadrez
O 51º Campeonato Brasileiro Absoluto de Xadrez foi uma competição de xadrez organizada pela CBX referente ao ano de 1984. Sua fase final disputada na cidade de Rio de Janeiro (RJ) de 28 de abril a 12 de maio de 1984. E teve como campeão o enxadrista Gilberto Milos.

## Resultado final
Não houve seletiva, o Campeonato foi aberto a todos os jogadores com rating superior a 2000. Os 67 jogadores inscritos disputaram o campeonato no Sistema Suíço.
Sistema de pontuação
- 1,0 ponto por vitória;
- 0,5 ponto por empate;
- 0,5 ponto por bye;
- 0,0 ponto por derrota.

| Pos. | Jogador                   | UF | Pontos | R1   | R2   | R3   | R4   | R5   | R6   | R7   | R8   | R9   | R10 | R11 | R12 | R13  |
| ---- | ------------------------- | -- | ------ | ---- | ---- | ---- | ---- | ---- | ---- | ---- | ---- | ---- | --- | --- | --- | ---- |
| 1º   | Gilberto Milos            | SP | 10,0   | 26+  | 62+  | 09+  | 03=  | 15+  | 17=  | 04=  | 29+  | 02=  | 05= | 10+ | 12+ | 08=  |
| 2º   | Alexandru Segal           | SP | 9,5    | 63=  | 06=  | 47+  | 09=  | 16+  | 10+  | 17+  | 03=  | 01=  | 04= | 05= | 19+ | 15+  |
| 3º   | Herman C. van Riemsdijk   | SP | 9,5    | 52+  | 66+  | 40+  | 01=  | 04+  | 05=  | 14=  | 02=  | 19=  | 11+ | 09= | 13+ | 06=  |
| 4º   | Hélder Câmara             | SP | 8,5    | 31+  | 39=  | 23+  | 29+  | 03-  | 09+  | 01=  | 19=  | 14+  | 02= | 22+ | 05= | 07-  |
| 5º   | Antônio Rocha             | SP | 8,5    | 16=  | 35+  | 24+  | 15=  | 19+  | 03=  | 30=  | 14=  | 22+  | 01= | 02= | 04= | 09=  |
| 6º   | Alexandre de Castro       | MG | 8,5    | 14=  | 02=  | 07=  | 13=  | 44+  | 34=  | 15+  | 32=  | 21=  | 29= | 23+ | 10+ | 03=  |
| 7º   | Marco Antônio Asfora      | PE | 8,5    | 64+  | 41-  | 06=  | 16-  | 47-  | 56+  | 25+  | 39=  | 17+  | 18+ | 14= | 30+ | 04+  |
| 8º   | Eduardo Thélio Limp       | RJ | 8,5    | 47-  | 51+  | 31+  | 42=  | 10-  | 33=  | 35+  | 63>  | 29=  | 14= | 11+ | 09+ | 01=  |
| 9º   | Edson Tsuboi              | SP | 8,0    | 56+  | 58+  | 01-  | 02=  | 33+  | 04-  | 42=  | 26+  | 32+  | 19+ | 03= | 08- | 05=  |
| 10º  | Aron Antunes Corręa       | RS | 8,0    | 57+  | 29=  | 11-  | 35+  | 08+  | 02-  | 43+  | 34+  | 20=  | 15+ | 01- | 06- | 19+  |
| 11º  | Cícero Nogueira Braga     | SP | 8,0    | 50+  | 18=  | 10+  | 20=  | 17-  | 26=  | 31=  | 33+  | 13+  | 03- | 08- | 27+ | 23+  |
| 12º  | Paulo Sérgio C. Oliveira  | RS | 8,0    | 43+  | 20-  | 28-  | 31-  | 59+  | 44+  | 18=  | 37+  | 24+  | 34+ | 29+ | 01- | 14=  |
| 13º  | Lincoln Lucena            | DF | 8,0    | 38=  | 36+  | 20-  | 06=  | 42+  | 63-  | 52+  | 41+  | 11-  | 39+ | 32+ | 03- | 28+  |
| 14º  | Francisco Trois           | RS | 7,5    | 06=  | 63+  | 19=  | 66+  | 30=  | 21+  | 03=  | 05=  | 04-  | 08= | 07= | 16= | 12=  |
| 15º  | Rubens Alberto Filguth    | PR | 7,5    | 45+  | 23=  | 53+  | 05=  | 01-  | 24=  | 06-  | 43+  | 16+  | 10- | 35+ | 22+ | 02-  |
| 16º  | Joăo Cezar Rocha          | RJ | 7,5    | 05=  | 30-  | 57+  | 07+  | 02-  | 23=  | 40=  | 66+  | 15-  | 36+ | 34+ | 14= | 20=  |
| 17º  | Haroldo Cunha Santos Jr   | RJ | 7,5    | bye= | 22=  | 27+  | 40+  | 11+  | 01=  | 02-  | 20-  | 07-  | 31- | 53+ | 45+ | 30+  |
| 18º  | Francisco Terzian         | SP | 7,5    | 67+  | 11=  | 30=  | 32=  | 22-  | 25=  | 12=  | 40=  | 41+  | 07- | 33+ | 21= | 31+  |
| 19º  | Rodolfo Araújo            | PE | 7,0    | 46+  | 47=  | 14=  | 39+  | 05-  | 41+  | 20+  | 04=  | 03=  | 09- | 21+ | 02- | 10-  |
| 20º  | Marcos Paolozzi           | SP | 7,0    | 59=  | 12+  | 13+  | 11=  | 21=  | 30=  | 19-  | 17+  | 10=  | 22- | 27= | 24= | 16=  |
| 21º  | Márcio Miranda            | RJ | 7,0    | 33=  | 25+  | 39=  | 62+  | 20=  | 14-  | 26=  | 31+  | 06=  | 23= | 19- | 18= | 24=  |
| 22º  | Gerd Fonrobert            | DF | 7,0    | 42=  | 17=  | 59+  | 41=  | 18+  | 29=  | 32=  | 30+  | 05-  | 20+ | 04- | 15- | 25=  |
| 23º  | James Mann de Toledo      | SP | 7,0    | 65+  | 15=  | 04-  | 47+  | 29-  | 16=  | 48+  | 42=  | 30+  | 21= | 06- | 32+ | 11-  |
| 24º  | Luiz Ney Menna Barreto    | RS | 7,0    | 49+  | 32=  | 05-  | 25=  | 39+  | 15=  | 34-  | 35+  | 12-  | 33= | 38+ | 20= | 21=  |
| 25º  | Marcos Roland             | DF | 7,0    | 27=  | 21-  | 52+  | 24=  | 43=  | 18=  | 07-  | 61+  | 62+  | 30- | 26= | 40+ | 22=  |
| 26º  | Manuel Paes de Almeida    | BA | 7,0    | 01-  | 54+  | 34-  | 64+  | 40+  | 11=  | 21=  | 09-  | 48+  | 32- | 25= | 36= | 39+  |
| 27º  | Luiz Gentil Jr            | CE | 7,0    | 25=  | 33-  | 17-  | 67=  | 51+  | 39=  | 36+  | 62=  | 31=  | 46+ | 20= | 11- | 42+  |
| 28º  | Paulo Luiz Oliveira       | SP | 7,0    | 55+  | 40-  | 12+  | 30-  | 49+  | 32-  | 41-  | 48-  | 58+  | 52+ | 42+ | 29+ | 13-  |
| 29º  | Carlos Eduardo Gouveia    | RJ | 6,5    | 61+  | 10=  | 41+  | 04-  | 23+  | 22=  | 63+  | 01-  | 08=  | 06= | 12- | 28- | 33=  |
| 30º  | Antônio Carlos Resende    | SC | 6,5    | 35=  | 16+  | 18=  | 28+  | 14=  | 20=  | 05=  | 22-  | 23-  | 25+ | 31+ | 07- | 17-  |
| 31º  | Paulo Cezar Haro          | SP | 6,5    | 04-  | 55+  | 08-  | 12+  | 66+  | 37=  | 11=  | 21-  | 27=  | 17+ | 30- | 46+ | 18-  |
| 32º  | Herbert Abreu Carvalho    | SP | 6,5    | 48+  | 24=  | 33=  | 18=  | 63=  | 28+  | 22=  | 06=  | 09-  | 26+ | 13- | 23- | 35=  |
| 33º  | Chow Man Yee              | SP | 6,5    | 21=  | 27+  | 32=  | 34=  | 09-  | 08=  | 37+  | 11-  | 40=  | 24= | 18- | 54+ | 29=  |
| 34º  | César Soares Filho        | SP | 6,5    | 39-  | 46+  | 26+  | 33=  | 41=  | 06=  | 24+  | 10-  | 42+  | 12- | 16- | 35= | 38=  |
| 35º  | Horácio Matsuura          | PR | 6,5    | 30=  | 05-  | 65+  | 10-  | 53+  | 62+  | 08-  | 24-  | 44+  | 40+ | 15- | 34= | 32=  |
| 36º  | Etęnio Ticianeli          | AL | 6,5    | 53=  | 13-  | 61=  | 44-  | 45+  | 66=  | 27-  | 55+  | 43+  | 16- | 47+ | 26= | 37=  |
| 37º  | Antônio de Pádua Franco   | SP | 6,5    | 41-  | 64=  | 48=  | 38+  | 58=  | 31=  | 33-  | 12-  | 54+  | 47= | 49+ | 39= | 36=  |
| 38º  | Joaquim Caetano Netto     | RJ | 6,5    | 13=  | 53-  | 44=  | 37-  | 67=  | 60-  | 65>  | 47=  | 61+  | 62+ | 24- | 50+ | 34=  |
| 39º  | Ricardo Gervásio          | SP | 6,0    | 34+  | 04=  | 21=  | 19-  | 24-  | 27=  | 53+  | 07=  | 52+  | 13- | 45= | 37= | 26-  |
| 40º  | Ivan Boere de Souza       | RS | 6,0    | 51+  | 28+  | 03-  | 17-  | 26-  | 58+  | 16=  | 18=  | 33=  | 35- | 41+ | 25- | 46=  |
| 41º  | Christian Endre Toth      | RJ | 6,0    | 37+  | 07+  | 29-  | 22=  | 34=  | 19-  | 28+  | 13-  | 18-  | 48= | 40- | 52+ | 45=  |
| 42º  | Roberto Paulo del Bosco   | SP | 6,0    | 22=  | 59=  | 43+  | 08=  | 13-  | 50+  | 09=  | 23=  | 34-  | 45= | 28- | 49+ | 27-  |
| 43º  | Vitório Chemin            | SC | 6,0    | 12-  | 56+  | 42-  | 51+  | 25=  | 47+  | 10-  | 15-  | 36-  | 49- | 60= | 62> | 54+  |
| 44º  | Peter Toth                | RJ | 6,0    | 58-  | 48=  | 38=  | 36+  | 06-  | 12-  | 49+  | 50=  | 35-  | 54= | 52= | 47= | 57>  |
| 45º  | Wagner Martins Madeira    | SP | 6,0    | 15-  | 65=  | 64=  | 58-  | 36-  | 51+  | 55=  | 67+  | 50+  | 42= | 39= | 17- | 41=  |
| 46º  | Ernesto Pereira           | PR | 6,0    | 19-  | 34-  | 54-  | 55+  | 61=  | 67-  | 56+  | 60+  | 66+  | 27- | 48+ | 31- | 40=  |
| 47º  | Adriano Valle de Sousa    | DF | 5,5    | 08+  | 19=  | 02-  | 23-  | 07+  | 43-  | 66-  | 38=  | 53+  | 37= | 36- | 44= | 50=  |
| 48º  | Ricardo Teixeira          | RJ | 5,5    | 32-  | 44=  | 37=  | 61+  | 62=  | 52=  | 23-  | 28+  | 26-  | 41= | 46- | 57= | 49=  |
| 49º  | Pedro Jorge Moraes Pinto  | AM | 5,5    | 24-  | 50+  | 62-  | 59+  | 28-  | 53-  | 44-  | 51+  | 65+  | 43+ | 37- | 42- | 48=  |
| 50º  | Henrique Bezerra          | PE | 5,5    | 11-  | 49-  | 67+  | 54=  | 60+  | 42-  | 58=  | 44=  | 45-  | 55= | 62> | 38- | 47=  |
| 51º  | Fernando Vasconcellos     | DF | 5,5    | 40-  | 08-  | 56+  | 43-  | 27-  | 45-  | 59+  | 49-  | bye= | 58= | 64+ | 53= | 60+  |
| 52º  | Auriberto Ticianeli       | SC | 5,0    | 03-  | 60=  | 25-  | 57+  | 54+  | 48=  | 13-  | 58+  | 39-  | 28- | 44= | 41- | 59=  |
| 53º  | Dirk D. van Riemsdijk     | SP | 5,0    | 36=  | 38+  | 15-  | 63-  | 35-  | 49+  | 39-  | 54=  | 47-  | 61+ | 17- | 51= | 56=  |
| 54º  | Ricardo Mercadante        | RJ | 5,0    | 62-  | 26-  | 46+  | 50=  | 52-  | 61=  | 57+  | 53=  | 37-  | 44= | 55+ | 33- | 43-  |
| 55º  | Carlos Refkalefsky        | AM | 5,0    | 28-  | 31-  | bye= | 46-  | 57=  | 59+  | 45=  | 36-  | 60+  | 50= | 54- | 56= | 64=  |
| 56º  | Antônio Pacini            | SP | 5,0    | 09-  | 43-  | 51-  | bye= | 64+  | 07-  | 46-  | 65=  | 57=  | 59= | 61+ | 55= | 53=  |
| 57º  | Bianor da Silva Dantas    | PA | 5,0    | 10-  | 61=  | 16-  | 52-  | 55=  | bye= | 54-  | 64=  | 56=  | 65+ | 58+ | 48= | 44<  |
| 58º  | Marcos Moennich           | DF | 4,5    | 44+  | 09-  | 66-  | 45+  | 37=  | 40-  | 50=  | 52-  | 28-  | 51= | 57- | 64= | 65=  |
| 59º  | José Sílvio Lucena        | CE | 4,5    | 20=  | 42=  | 22-  | 49-  | 12-  | 55-  | 51-  | bye= | 64=  | 56= | 65+ | 60= | 52=  |
| 60º  | Evansuę Serra             | MA | 4,5    | 66-  | 52=  | 63-  | 65+  | 50-  | 38+  | 61-  | 46-  | 55-  | 64+ | 43= | 59= | 51-  |
| 61º  | Martim Afonso de Haro     | SC | 4,0    | 29-  | 57=  | 36=  | 48-  | 46=  | 54=  | 60+  | 25-  | 38-  | 53- | 56- | 65= | bye= |
| 62º  | Roberto Diniz             | SP | 4,0    | 54+  | 01-  | 49+  | 21-  | 48=  | 35-  | 67+  | 27=  | 25-  | 38- | 50< | 43< | -    |
| 63º  | Olício Gadía              | RJ | 4,0    | 02=  | 14-  | 60+  | 53+  | 32=  | 13+  | 29-  | 08<  | -    | -   | -   | -   | -    |
| 64º  | Pedro Segundo da Costa    | BA | 3,5    | 07-  | 37=  | 45=  | 26-  | 56-  | 65-  | bye= | 57=  | 59=  | 60- | 51- | 58= | 55=  |
| 65º  | Jorge Aramuni             | MG | 3,5    | 23-  | 45=  | 35-  | 60-  | bye= | 64+  | 38<  | 56=  | 49-  | 57- | 59- | 61= | 58=  |
| 66º  | José Belfort Mattos       | SP | 3,5    | 60+  | 03-  | 58+  | 14-  | 31-  | 36=  | 47+  | 16-  | 46-  | -   | -   | -   | -    |
| 67º  | Guilherme Junqueira Filho | SP | 2,5    | 18-  | bye= | 50-  | 27=  | 38=  | 46+  | 62-  | 45-  | -    | -   | -   | -   | -    |